# Paul Seger

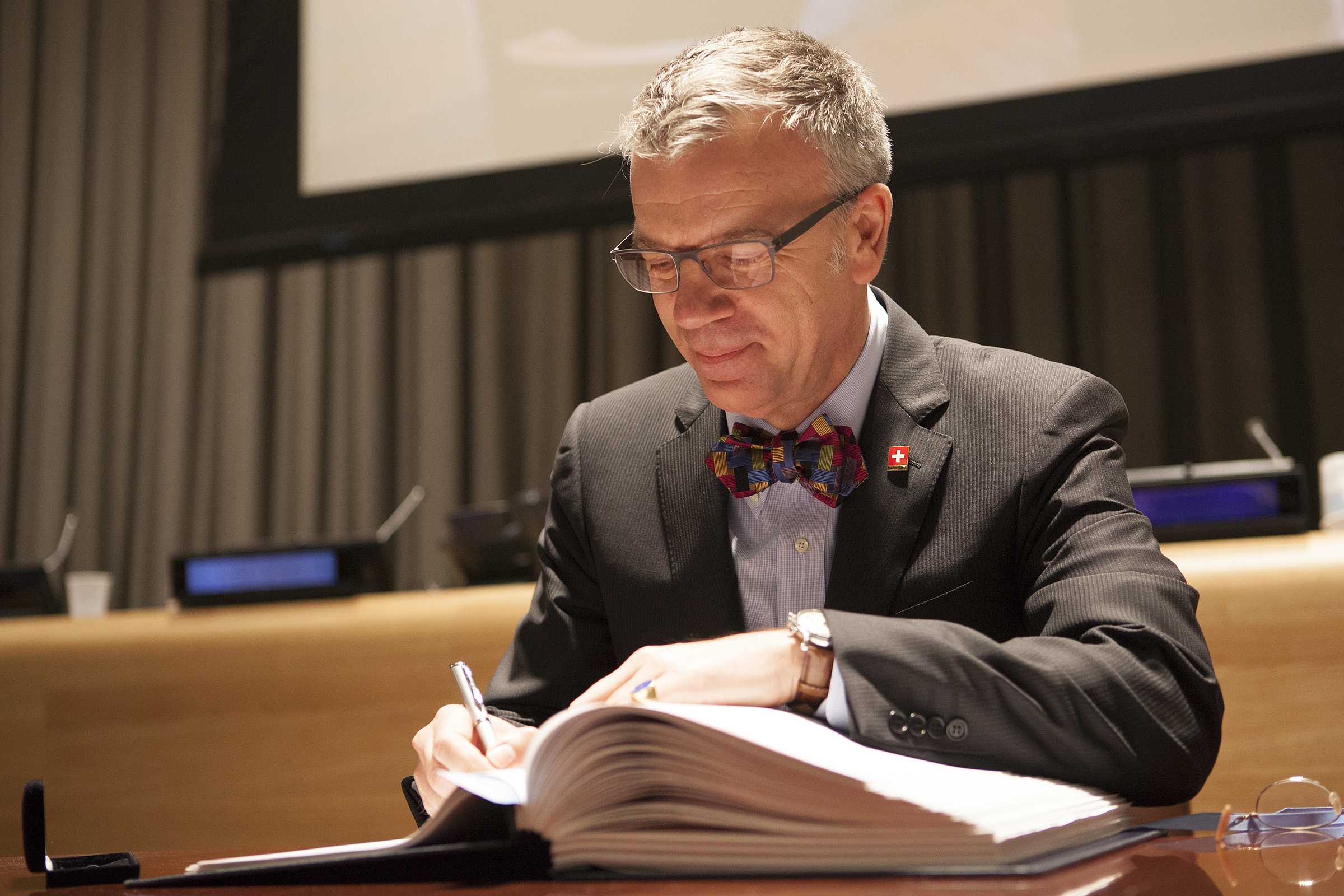
Paul R. Seger (2013)

Paul René Seger (* 26. Dezember 1958 in Basel; heimatberechtigt ebenda) ist ein Schweizer Diplomat, Jurist und Völkerrechtler. Er war von 2018 bis 2023 Schweizer Botschafter in der Bundesrepublik Deutschland.

## Diplomatie
Nach seinem Eintritt ins Eidgenössische Departement für auswärtige Angelegenheiten EDA als wissenschaftlicher Mitarbeiter der Direktion für Völkerrecht (DV) im April 1983 trat er 1986 nach bestandener Aufnahmeprüfung in den diplomatischen Dienst über und absolvierte Auslandseinsätze in Kinshasa, New York (UNO) und Buenos Aires. Dazwischen war er wiederholt in verschiedenen Funktionen in der DV tätig. Unter anderem betreute er als Mitglied des schweizerischen Verhandlungsteams für den Europäischen Wirtschaftsraum (EWR) die rechtlichen und institutionellen Fragen.
Im Frühjahr 2003 berief Bundesrätin Micheline Calmy-Rey Seger zum Direktor der DV und Rechtsberater des EDA. Der Bundesrat ernannte ihn zudem im Doppelamt zum Schweizerischen Botschafter für das Fürstentum Liechtenstein. Ausserdem leitete Seger von 2003 bis 2010 die Schweizer Delegation bei der Zentralkommission für die Rheinschifffahrt in Strassburg, welche er in den Jahren 2006 und 2007 präsidierte. Von Juli 2022 bis Dezember 2023 hatte er diese Delegationsleitung nochmals im Nebenamt inne.
Als Direktor der Völkerrechtsdirektion setzte Seger die von Bundesrätin Calmy-Rey verfolgte Neuausrichtung der schweizerischen Neutralitätspolitik einer «aktiven Neutralität» konzeptionell um. Ein weiterer Schwerpunkt seiner Tätigkeit waren die sogenannten «Potentatengelder». Da die Schweiz wiederholt als Hort von Vermögenswerten korrupter Potentaten in die internationale Kritik geraten war, setzte das EDA unter Führung der Völkerrechtsdirektion eine Task Force ein, um gestohlene oder veruntreute öffentliche Gelder an die von Kleptokratie betroffenen Staaten zurückzuerstatten. In Segers Amtszeit als Völkerrechtsdirektor fielen verschiedene prominente Restitutionsfälle wie Abacha, Duvalier, Mobutu oder Montesinos. Die Erfahrungen mit diesen Fällen legten den Grundstein für Gesetzesgrundlagen zur Verbesserung und Vereinfachung der Rückgabeverfahren (z. B. die sogenannte «Lex Duvalier»).
Als Folge des im Irak-Krieg von 2003 begangenen Verletzungen des humanitären Völkerrechts durch private Söldnerfirmen initiierte die Schweiz gemeinsam mit dem Internationalen Komitee vom Roten Kreuz IKRK einen zwischenstaatlichen Prozess, um das auf private Militär- und Sicherheitsfirmen anwendbare Recht festzuhalten und praktische Empfehlungen für die verbesserte Einhaltung der humanitären Grundsätze zu entwickeln. Daraus entstand 2007 das «Montreux Document», welches Vertreter von 17 Staaten unter der gemeinsamen Verhandlungsleitung von Botschafter Seger und dem Chefjuristen des IKRK, Philip Spoerri, ausarbeiteten.
Von 2010 bis 2015 war Seger der Ständige Vertreter der Schweiz bei den Vereinten Nationen in New York. In dieser Funktion hatte er innerhalb der United Nations Peacebuilding Commission (PBC) den Vorsitz der Konfiguration für Burundi inne. Die PBC bezweckt, fragile Staaten bei der Konfliktbewältigung und ihrer Transition in Richtung Frieden, Demokratie, Rechtsstaatlichkeit und nachhaltigen Wohlstand zu unterstützen. Ausserdem koordinierte Botschafter Seger die Staatengruppe ACT, welche sich für mehr Transparenz und Rechenschaftspflicht des UNO-Sicherheitsrats gegenüber den Mitgliedstaaten einsetzt. Ferner hatte er als Vorsitzender der «Working Group on Amendments» des Internationalen Strafgerichtshofes ICC die Aufgabe, Änderungsvorschläge zum Vertragswerk zu prüfen und der Vertragsstaatenversammlung Empfehlungen zu unterbreiten.
Von Oktober 2015 war Seger drei Jahre Botschafter in Myanmar und präsidierte in dieser Funktion bis 2017 die «Peace Support Group» zur Unterstützung des Friedensprozesses im Land.
Ab dem 25. August 2018 war Seger als Nachfolger von Botschafterin Christine Schraner Burgener in Berlin tätig. Am 7. Oktober 2023 ging er in Pension und wanderte zum Schluss seiner Laufbahn mit seinem Hund zurück in die Schweiz, Nachfolgerin wurde Livia Leu.

## Leben
Paul R. Seger schloss 1977 mit der Matura (Typus A) am Humanistischen Gymnasium in Basel die Schule ab. Seinen obligatorischen Militärdienst absolvierte er als Wachtmeister im Basler Füsilierbataillon 97 des Infanterie-Regiments 22. Von 1978 bis 1983 studierte Seger Rechtswissenschaft an der Universität Basel (lic.iur) und promovierte 1986 bei Luzius Wildhaber zum Dr. iur. mit einer Dissertation zum Verhältnis zwischen Völkerrecht und Landesrecht. Neben seiner deutschen Muttersprache spricht Seger fliessend Englisch, Französisch, Spanisch und verfügt über Grundkenntnisse der italienischen Sprache.
Paul R. Seger ist seit 1986 verheiratet mit Colette Seger-Schneiter und Vater von zwei erwachsenen Söhnen. Seger ist leidenschaftlicher Fasnächtler und nimmt als Tambour jährlich an der Basler Fasnacht teil. Er ist römisch-katholisch und gehört der Sozialdemokratischen Partei der Schweiz (SP) an.

## Ehrenamtliche Tätigkeit
Seit September 2023 ist Seger Präsident der Winterhilfe Basel-Stadt, zudem wirkt er im Vorstand der Regio Basiliensis mit und nimmt im Advisory Board der Hotelfachschule Luzern Einsitz.

## Wissenschaft
Von 1996 bis 2000 und von 2004 bis 2010 war Seger Lehrbeauftragter für internationales Recht an der Juristischen Fakultät sowie von 2003 bis 2010 am Europainstitut der Universität Basel tätig. In seiner bisherigen Laufbahn hielt er Gastvorlesungen an der Princeton University, in Yale, Columbia, George Washington University, University of Michigan, Utah Valley University, Brigham Young University und Arcadia University Pennsylvania. Seger verfasste zudem verschiedene wissenschaftliche Aufsätze und Beiträge zu Fragen des internationalen Rechts oder schweizerischer Aussenpolitik.

## Publikationen
- Switzerland’s Guardian Role for the Geneva Conventions in the Face of Challenges to IHL Compliance. In: Hommage à Jean Pictet, Zürich, 2016, p. 493–504
- Bedeutung und Wert der Kleinstaaten in internationalen Organisationen. In: Ein Bürger im Dienst für Staat und Wirtschaft – Festschrift zum 70. Geburtstag von Hans Brunhart, Schaan, 2015, S. 113–133
- Let the Sunshine In! Five Small States on a Mission to a More Transparent United Nations Security Council. In: Polis und Kosmopolis. Festschrift für Daniel Thürer. Zürich/St. Gallen 2015, S. 709–719
- The Law of Neutrality, Oxford Handbook of International Law in Armed Conflict, Oxford, 2014, p. 248–270
- Der Jurist im diplomatischen Dienst. In: Peter Forstmoser/Hans-Ueli Vogt, Einführung in das Recht, 5. Aufl., Bern 2012, S. 712–722
- René Rhinow/Markus Schefer, Schweizerisches Verfassungsrecht (mitwirkender Autor), 2. Aufl., Basel, 2009
- Was bedeutet das Staatsziel einer gerechten Weltordnung für die schweizerische Aussenpolitik? In: Menschenrechte, Demokratie und Rechtsstaat, „Liber Amicorum“ Luzius Wildhaber, Zürich/St. Gallen 2007, S. 1105–1122
- Quelques réflexions sur l'application du principe de l'universalité en droit pénal et sur le rôle de la Suisse en tant qu'état hôte d'organisations et de conférences internationales. In: La promotion de la justice, des droits de l'homme et du règlement des conflits par le droit international: Liber Amicorum Lucius Caflisch, 2007, p. 455–478
- Neue Tendenzen im Bereich internationaler Unternehmensverantwortung, Schweizerische Zeitschrift für internationales und europäisches Recht (SZIER) 3/2005, S. 459–469
- Die Stellung der Schweiz als Beobachter bei den Vereinten Nationen in New York, SZIER 5/1995, S. 479–514
- 70 Jahre Genfer Konventionen – die Rolle der Schweiz. In: 70 Jahre Genfer Konventionen, Stand und Perspektiven des humanitären Völkerrechts, Rainer Hoffmann und Moritz Malkmus (Hrsg.), Bochumer Schriften zur Friedenssicherung und zum humanitären Völkerrecht, Berliner Wissenschafts-Verlag, 2021, S. 65–79
- Neutralität: Für den Krieg geschaffen – wie geschaffen für den Frieden. Nachwort zu: Die Neutralität, Zwischen Mythos und Vorbild, von Micheline Calmy-Rey, NZZ Libro, 2020